# Nütterden

Lage von Nütterden in Kranenburg

Nütterden ist ein Dorf am unteren Niederrhein, das zur Gemeinde Kranenburg im Kreis Kleve gehört. Die Kranenburger Statistik wies 2018 für den Ortsteil Nütterden 3008 Einwohner aus.

## Geschichte

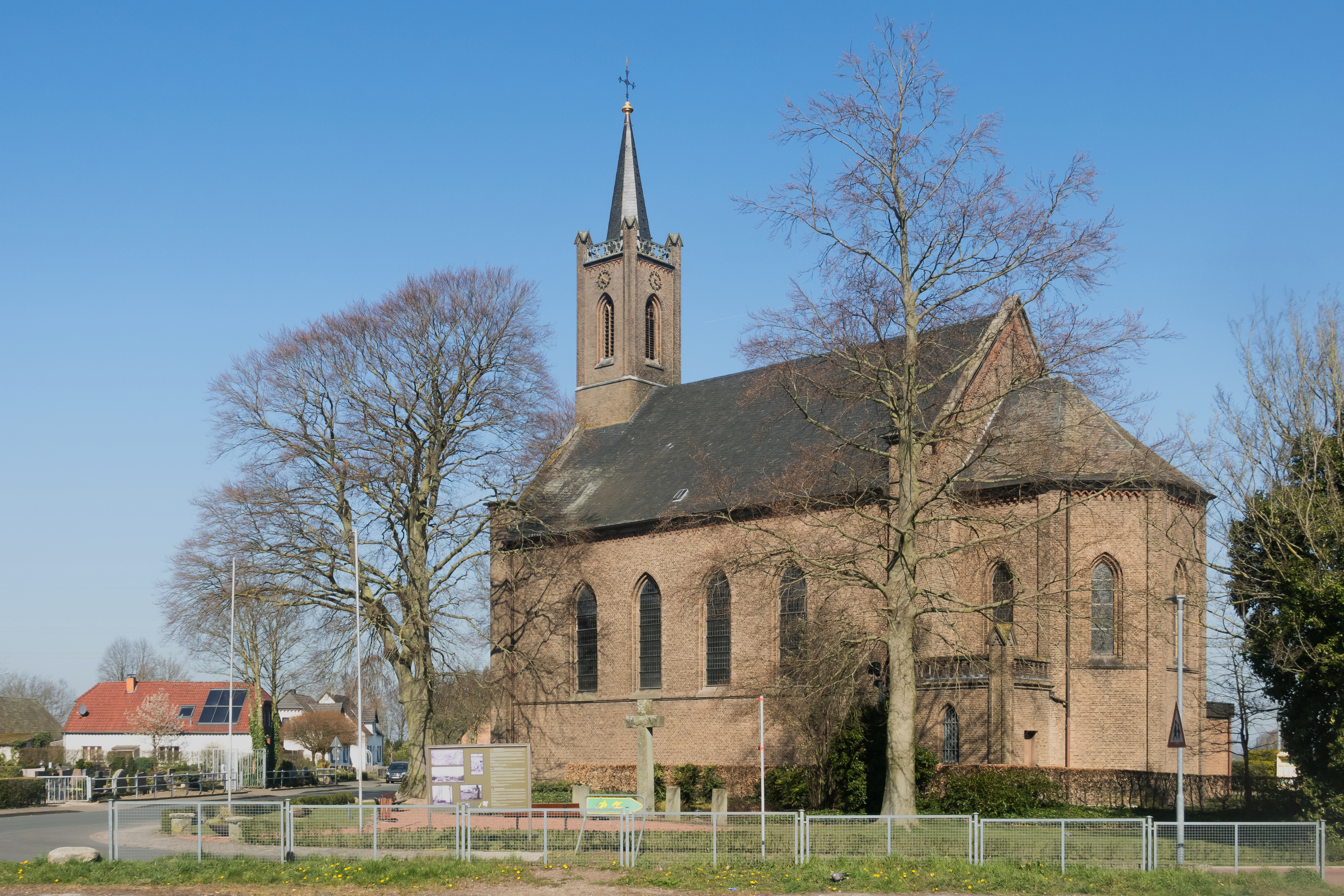
St.-Antonius-Kirche in Nütterden

Der Ort wird im Jahr 721 n. Chr. erstmals in einer Schenkungsurkunde des Grafen Ebroin aus dem Düffelgau an die Kirche von Rindern erwähnt. In Abschriften dieser Urkunde finden sich die Namensschreibweisen Nitri, Nitro, Nitrae und Nitre, in späteren mittelalterlichen Dokumenten Nuteren, Nuterun, Nittra oder Nuttert. Möglicherweise deutet der Name auf eine Nussbaumrodung hin.
Lange Zeit war die Landeshoheit geteilt: So gehörte im 14. Jahrhundert Obernütterden mit einem Teil von Frasselt zum Distrikt von Nimwegen und damit dem Grafen von Gelderland, Niedernütterden mit Kranenburg dem Grafen von Kleve.
Große Teile Nütterdens gehörten grundherrlich dem Stift Zyfflich, das 1436 nach Kranenburg umzog und zunehmend vollständig unter Kontrolle der Grafen von Kleve geriet. Die Ämter Kranenburg und Düffel wurden ab 1486 von Haus Germenseel aus gemeinsam im Klever Auftrag durch die Familie von Wachtendonck verwaltet. Bei Nütterden befand sich ferner der Adelssitz Haus Klarenbeck.
Nütterden gehört bereits seit dem Ende der Franzosenzeit 1813 zur Gemeinde Kranenburg.
Im nahegelegenen Klever Reichswald und im Umfeld des heutigen Ortes fand im Februar 1945 gegen Ende des Zweiten Weltkrieges die sogenannte Schlacht im Reichswald statt. Zwei Bunker des Westwalls vom Typ Regelbau 102V sind in Nütterden auf dem Friedhof und am Waldrand in der Nähe des alten Forsthauses erhalten.
Eine eigene Kapelle wurde im Jahr 1418 zuerst erwähnt. Erst 1841 wurde Nütterden von Donsbrüggen, das seit 1448 oder 1496 Pfarrort war, abgezweigt und selbstständige Pfarrei. Die neue katholische Pfarrkirche Sankt Antonius wurde 1853 eingeweiht und steht unter Denkmalschutz. Die Pfarrei Nütterden wurde 2005 mit den ehemaligen Gemeinden Frasselt St. Antonius und Mehr St. Martinus unter dem neuen Namen St. Antonius Abbas zusammengelegt.

## Vereine
- HVV-Nütterden Heimat- und Verschönerungsverein Nütterden e. V.
- Jugendtagungsstätte Wolfsberg e. V.
- Allgemeine Schützengesellschaft Nütterden e. V.
- Musikzug der Allgemeinen Schützengesellschaft Nütterden e. V.
- Förderverein der Alten Schule Nütterden e. V.
- SV 1927 Nütterden
- Leichtathletik Nütterden e. V.
- Freiwillige Feuerwehr LZ Nütterden
- Ferienlager Nütterden e. V.

## Persönlichkeiten
- Heinrich Leonhard Brügman (1832–1893), Industrieller

## Einzelbelege
1. 1 2  Daten und Fakten. In: kranenburg.de. Abgerufen am 22. Dezember 2019
2. ↑  Friedrich Gorissen: Nimwegen. In: Niederrheinischer Städteatlas. Band 2, Nr. 1. Boss, Kleve 1956.
3. ↑  Die Herrschaft Kranenburg im 14. Jahrhundert - Rheinische Geschichte. Abgerufen am 15. März 2020.
4. ↑  Kath. Gemeinde St. Antonius Abbas